# Fomitiporia ellipsoidea
Fomitiporia ellipsoidea és una espècie de fong dins la família Hymenochaetaceae, un espècimen del qual va produir el cos fructífer més gros que s'hagi enregistrat mai. Es va trobar a la Xina. Els cossos fructífers d'aquest fong són basidiocarps llenyosos de color marró que creixen sobre la fusta morta. A la província xinesa de Fujian es va trobar el 2010 un d'aquests fongs que mesurava 1.085 cm, tenia 20anys i pesava entre 400 i 500 kg.
L'espècie a la qual pertany aquest fong va ser descrita per primera vegada el 2008 per Bao-Kai Cui i Yu-Cheng Dai, de la Universitat Forestal de Beijing. L'epítet específic, ellipsoidea es refereix a la forma el·lipsoidal de les seves espores.